# Isneauville
Isneauville (/is.no.vil/) est une commune française située dans le département de la Seine-Maritime en région Normandie.

## Géographie

### Localisation
Isneauville est une commune de la périphérie nord-est de Rouen.
Elle se trouve dans l'aire d'attraction de Rouen, ainsi que dans son unité urbaine, dans sa zone d'emploi et dans son bassin de vie.

### Communes limitrophes
Les communes limitrophes sont  Bois-Guillaume, Fontaine-sous-Préaux, Houppeville, Quincampoix et Saint-Martin-du-Vivier.

### Géologie et relief
La superficie de la commune est de 8,20 km2 ; son altitude varie de 100  à   172 mètres.
Elle est située sur le plateau surplombant au nord Rouen.

### Hydrographie
La commune est située dans le bassin Seine-Normandie. Elle n'est drainée par aucun cours d'eau,.

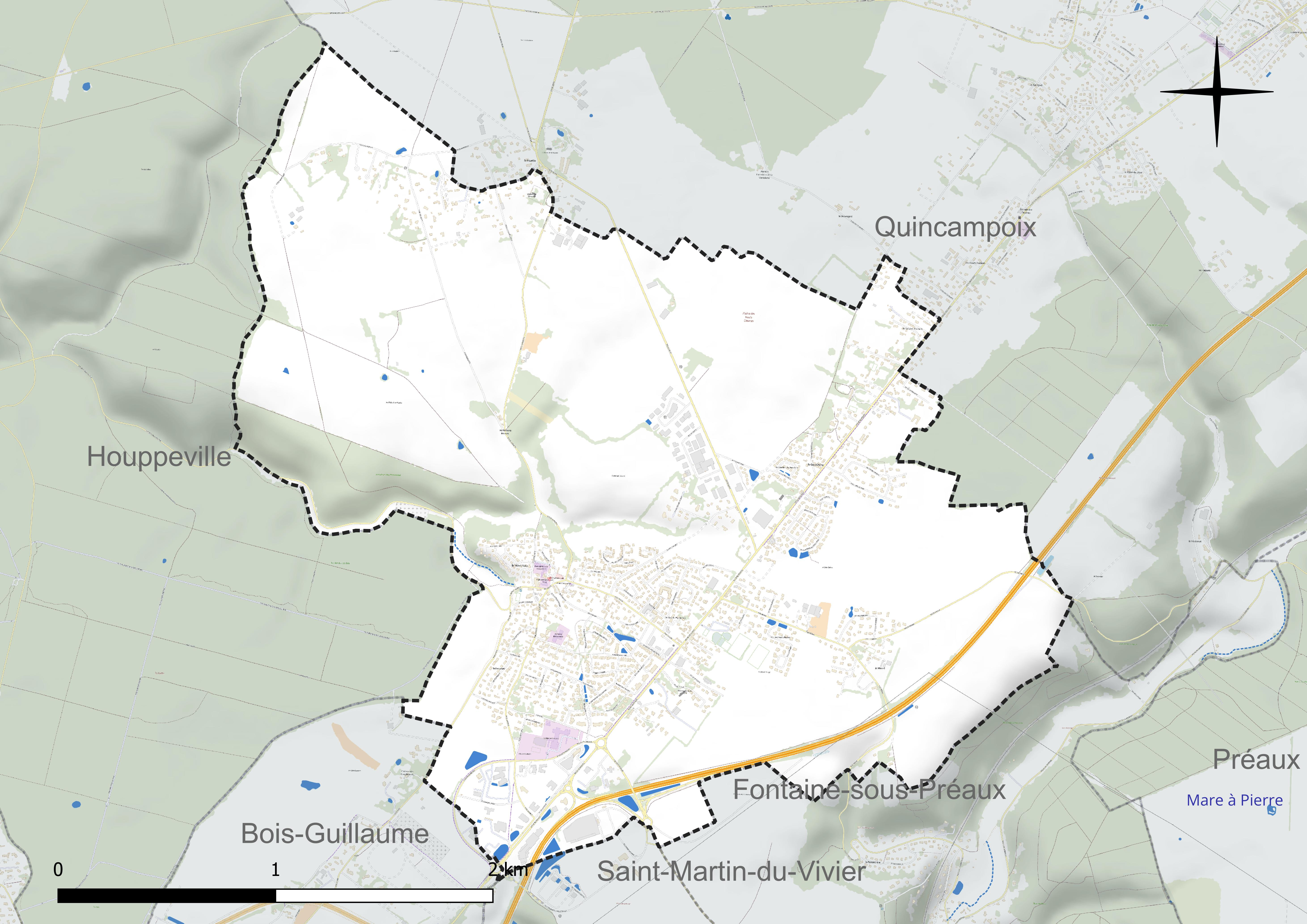
Réseau hydrographique d'Isneauville.

### Climat
Pour des articles plus généraux, voir Climat de la Normandie et Climat de la Seine-Maritime.
En 2010, le climat de la commune est de type climat océanique dégradé des plaines du Centre et du Nord, selon une étude du CNRS s'appuyant sur une série de données couvrant la période 1971-2000. En 2020, Météo-France publie une typologie des climats de la France métropolitaine dans laquelle la commune est exposée à un climat océanique et est dans la région climatique Côtes de la Manche orientale, caractérisée par un faible ensoleillement (1 550 h/an) ; forte humidité de l’air (plus de 20 h/jour avec humidité relative > 80 % en hiver), vents forts fréquents. Parallèlement le GIEC normand, un groupe régional d’experts sur le climat, différencie quant à lui, dans une étude de 2020, trois grands types de climats pour la région Normandie, nuancés à une échelle plus fine par les facteurs géographiques locaux. La commune est, selon ce zonage, exposée à un « climat maritime », correspondant au Pays de Caux, frais, humide et pluvieux, légèrement plus frais que dans le Cotentin.
Pour la période 1971-2000, la température annuelle moyenne est de 10,3 °C, avec une amplitude thermique annuelle de 14 °C. Le cumul annuel moyen de précipitations est de 875 mm, avec 13,3 jours de précipitations en janvier et 8,7 jours en juillet. Pour la période 1991-2020, la température moyenne annuelle observée sur la station météorologique la plus proche, située sur la commune de Rouen à 7 km à vol d'oiseau, est de 12,6 °C et le cumul annuel moyen de précipitations est de 817,9 mm,. Pour l'avenir, les paramètres climatiques de la commune estimés pour 2050 selon différents scénarios d’émission de gaz à effet de serre sont consultables sur un site dédié publié par Météo-France en novembre 2022.

## Urbanisme

### Typologie
Au 1er janvier 2024, Isneauville est catégorisée ceinture urbaine, selon la nouvelle grille communale de densité à sept niveaux définie par l'Insee en 2022.
Elle appartient à l'unité urbaine de Rouen, une agglomération inter-départementale regroupant 50  communes, dont elle est une commune de la banlieue,,.
Par ailleurs la commune fait partie de l'aire d'attraction de Rouen, dont elle est une commune de la couronne,. Cette aire, qui regroupe 317 communes, est catégorisée dans les aires de 200 000 à moins de 700 000 habitants,.

### Occupation des sols

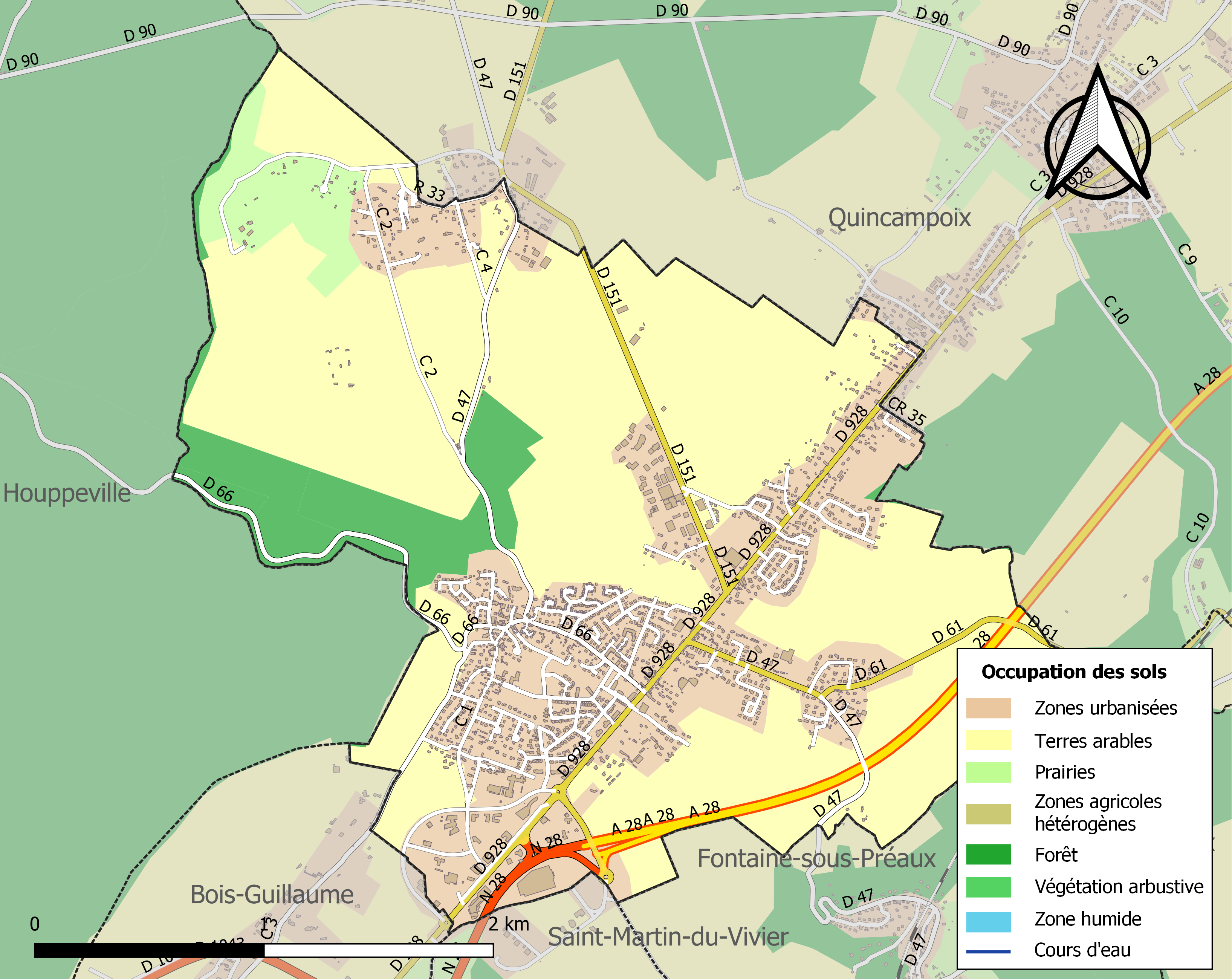
Carte des infrastructures et de l'occupation des sols de la commune en 2018 (CLC).

L'occupation des sols de la commune, telle qu'elle ressort de la base de données européenne d’occupation biophysique des sols Corine Land Cover (CLC), est marquée par l'importance des territoires agricoles (62,9 % en 2018), en diminution par rapport à 1990 (74,5 %).
La répartition détaillée en 2018 est la suivante : terres arables (59,2 %), zones urbanisées (24,2 %), forêts (7,6 %), zones industrielles ou commerciales et réseaux de communication (5,3 %), prairies (3,7 %).
L'évolution de l’occupation des sols de la commune et de ses infrastructures peut être observée sur les différentes représentations cartographiques du territoire : la carte de Cassini (XVIIIe siècle), la carte d'état-major (1820-1866) et les cartes ou photos aériennes de l'IGN pour la période actuelle (1950 à aujourd'hui).

### Habitat et logement
En 2021, le nombre total de logements dans la commune était de 1 535, alors qu'il était de 1 118 en 2016 et de 978 en 2011.
Parmi ces logements, 94,2 % étaient des résidences principales, 0,9 % des résidences secondaires et 4,9 % des logements vacants. Ces logements étaient pour 82,7 % d'entre eux des maisons individuelles et pour 17,2 % des appartements.
Le tableau ci-dessous présente la typologie des logements à Isneauville en 2021 en comparaison avec celle de la Seine-Maritime et de la France entière. Une caractéristique marquante du parc de logements est ainsi la faible proportion des résidences secondaires et logements occasionnels (0,9 %) par rapport au département (4,1 %) et à la France entière (9,7 %).
| Typologie                                               | Isneauville | Seine-Maritime | France entière |
| ------------------------------------------------------- | ----------- | -------------- | -------------- |
| Résidences principales (en %)                           | 94,2        | 88             | 82,2           |
| Résidences secondaires et logements occasionnels (en %) | 0,9         | 4,1            | 9,7            |
| Logements vacants (en %)                                | 4,9         | 7,9            | 8,1            |

### Voies de communication et transports
Isneauville est traversée par la route de Neufchâtel (ancienne RN 28, actuelle RD 928) et se trouve au kilomètre 7 de la route nationale 28, qui en est la déviation.
Les lignes de bus F1 et 37 desservent Isneauville.
La ligne de bus F1 forme, avec le métro, la principale liaison entre le nord et le sud de l'agglomération. La ligne dessert Isneauville et permet de rejoindre le centre-ville de Rouen en environ 30 minutes ou Bois-Guillaume-Bihorel en une dizaine de minutes.

## Toponymie
Le nom de la localité est attesté sous les formes Isnelvilla en 1145;  Isniauvilla en 1239; Ysneauvilla en 1247; Iniauville en 1337; Ineauville en 1472; Ineauville en 1518; Isneauville en 1602.
La graphie Iniauville témoigne de l'ancienne prononciation : iau forme populaire et dialectale correspondant à eau (cf. normand iau « eau ») et amuïssement régulier de [s] devant une autre consonne. En effet, le -s n'était plus prononcé, malgré sa réintroduction vers le XVIIe siècle à l'écrit. La prononciation actuelle « iss'nôvil' » est moderne et constitue une lecture littérale du toponyme.
Il s'agit d'une formation toponymique médiévale en -ville au sens ancien de « domaine rural », appellatif toponymique très fréquent en Normandie, précédé d'un nom de personne comme c'est le plus souvent le cas.
En l'occurrence l'anthroponyme qui précède l'appellatif -ville est un surnom : Isnel, qui signifie « le rapide », Marie-Thérèse Morlet le cite sous la forme latinisée Isnellus. Le terme isnel est issu du vieux bas francique *snel (cf. néerlandais snel, allemand schnell « vite, rapide », vieil anglais snell « rapide »). On retrouve cet adjectif par exemple dans ce vers de la Chanson de Roland, texte anglo-normand :
« Devant lu rei est venuz Pinabels. Granz est e forz e vassals e isnel », c'est-à-dire « Pinabel est venu devant le roi; il est à la fois grand, fort, courageux et rapide ». Le surnom a donc une coloration flatteuse et se perpétue dans le nom de famille Ysnel.
Remarque : le nom de personne Isnellus / Snellus semble attesté uniquement dans des textes de provenance normande ou anglo-normande, tout comme l'adjectif isnel « rapide ». Isneau- représente donc très probablement le nom de personne [anglo-]scandinave Snjallr / *Snell,.
Homonymie avec Igneauville (Seine-Maritime, [H]isnelvilla vers 1040).

## Histoire

### Moyen Âge
Au début du XIXe siècle, on exhume, près de l'école, plusieurs tombeaux de pierre, renfermant des vases et des armes, qui témoignent d'un implantation franque. On estime toutefois que l'occupation du site est bien antérieure à cette époque.
Aux XIIe et XIIIe siècles, d'importants travaux d'essartage sont entrepris sous l'autorité des moines de l'abbaye Saint-Ouen de Rouen, qui établissent des colonies de peuplement. Dès lors, l'habitat se densifie.

### Époque contemporaine
Un retranchement est commencé à Isneauville  lors de la Guerre franco-allemande de 1870, en vue de protéger Rouen contre les Prussiens. On y amène deux gros canons, qui ne sont même pas mis en batterie.
Au XXe siècle, et plus particulièrement depuis 1968, la commune connaît un accroissement démographique spectaculaire. Isneauville reste cependant une commune résidentielle environnée de forêts.

## Politique et administration

### Rattachements administratifs et électoraux

#### Rattachements administratifs
La commune se trouve dans l'arrondissement de Rouen du département de la Seine-Maritime.
Elle faisait partie de 1801 à 1982 du canton de Darnétal, année où elle est transférée dans le canton de Bois-Guillaume. Dans le cadre du redécoupage cantonal de 2014 en France, cette circonscription administrative territoriale a disparu, et le canton n'est plus qu'une circonscription électorale.

#### Rattachements électoraux
Pour les élections départementales, la commune fait partie depuis 2014 d'un nouveau canton de Bois-Guillaume portté de 3 à 19 communes.
Pour l'élection des députés, elle fait partie de la deuxième circonscription de la Seine-Maritime.

### Intercommunalité
Isneauville était membre de la communauté de l'agglomération rouennaise (CAR), un établissement public de coopération intercommunale (EPCI) à fiscalité propre créé en 2001 et auquel la commune avait transféré un certain nombre de ses compétences, dans les conditions déterminées par le code général des collectivités territoriales.
Cette intercommunalité a fusionné avec ses voisines pour former, le 1er janvier 2010, la communauté d'agglomération Rouen-Elbeuf-Austreberthe (CREA).
Celle-ci a été transformée le 1er janvier 2015 en métropole en application des dispositions de la loi de modernisation de l'action publique territoriale et d'affirmation des métropoles (loi MAPAM) de 2010, sous la dénomination de Métropole Rouen Normandie, dont Isneauville  est donc membre.

### Liste des maires
| Période                                  | Période                        | Identité                            | Étiquette       | Qualité                       |
| ---------------------------------------- | ------------------------------ | ----------------------------------- | --------------- | ----------------------------- |
| Les données manquantes sont à compléter. |                                |                                     |                 |                               |
|                                          |                                |                                     |                 |                               |
| 1808                                     | 1815                           | Louis Langlois                      |                 |                               |
| 1815                                     | 1816                           | Laurent Debon                       |                 |                               |
| 1817                                     |                                | M. Colombel                         |                 | Instituteur                   |
| 1817                                     | 1820                           | Pierre Farin                        |                 |                               |
| 1820                                     | 1822                           | Thomas Jegou                        |                 |                               |
| 1822                                     | 1835                           | Léon Duboc                          |                 |                               |
| 1835                                     | 1840                           | Maurice Feret                       |                 |                               |
| 1840                                     | 1846                           | Léon Duboc                          |                 |                               |
| 1846                                     | 1852                           | Jean-Baptiste Holdevert Duboc       |                 |                               |
| 1851                                     |                                | M. Duboc                            |                 |                               |
| 1852                                     | 1862                           | Jean-Baptiste Holdevert Duboc       |                 |                               |
| 1862                                     | 1877                           | Pierre Colombel                     |                 |                               |
| 1877                                     | 1884                           | Léon Duboc                          |                 |                               |
| 1884                                     | 1887                           | Gustave Boulet                      |                 |                               |
| 1887                                     | 1888                           | Stanislas Vatinel                   |                 |                               |
| 1888                                     | 1890                           | Amédée Lavilette                    |                 |                               |
| 1890                                     | 1893                           | Narcisse Decauchy                   |                 |                               |
| 1893                                     | 1907                           | Placide Cramilly                    |                 |                               |
| 1907                                     | 1935                           | Jules Avril                         |                 |                               |
| 1935                                     |                                | Gabriel Marie Edmond Pierre Bidault |                 |                               |
| 1935                                     | 1940                           | Jules Avril                         |                 |                               |
| 1940                                     | 1942                           | Pierre Bidault                      |                 |                               |
| 1942                                     | 1949                           | Gaston Allais                       |                 |                               |
| 1949                                     | 1977                           | Alfred Cramilly                     |                 |                               |
| mars 1977                                | mars 1989                      | Michel Houssaye                     |                 |                               |
| mars 1989                                | mars 2014                      | Gérard Ducable                      | UDF puis UDI-NC | Médecin                       |
| mars 2014                                | septembre 2022                 | Pierre Peltier                      | DVD             | Cadre retraité Démissionnaire |
| décembre 2022,                           | En cours (au 30 novembre 2023) | Sylvie Laroche                      |                 | Neuropsychologue              |

## Équipements et services publics

### Enseignement
La commune relève de l'académie de Normandie.
Les enfants de la commune sont scolarisés à l'école maternelle Jules-Verne et à l'école primaire George-Sand. Ils poursuivent habituellement leurs études au collège Lucie-Aubrac, également situé dans la commune.

## Population et société

### Démographie
L'évolution du nombre d'habitants est connue à travers les recensements de la population effectués dans la commune depuis 1793. Pour les communes de moins de 10 000 habitants, une enquête de recensement portant sur toute la population est réalisée tous les cinq ans, les populations de référence des années intermédiaires étant quant à elles estimées par interpolation ou extrapolation. Pour la commune, le premier recensement exhaustif entrant dans le cadre du nouveau dispositif a été réalisé en 2006.

En 2022, la commune comptait 3 713 habitants, en évolution de +28,61 % par rapport à 2016 (Seine-Maritime : +0,35 %, France hors Mayotte : +2,11 %).
| 1793  | 1800 | 1806 | 1821 | 1831 | 1836 | 1841  | 1846  | 1851  |
| ----- | ---- | ---- | ---- | ---- | ---- | ----- | ----- | ----- |
| 1 007 | 850  | 900  | 971  | 988  | 982  | 1 024 | 1 041 | 1 002 |

| 1856  | 1861  | 1866  | 1872 | 1876 | 1881 | 1886 | 1891 | 1896 |
| ----- | ----- | ----- | ---- | ---- | ---- | ---- | ---- | ---- |
| 1 018 | 1 023 | 1 025 | 855  | 843  | 832  | 836  | 821  | 740  |

| 1901 | 1906 | 1911 | 1921 | 1926 | 1931 | 1936 | 1946 | 1954 |
| ---- | ---- | ---- | ---- | ---- | ---- | ---- | ---- | ---- |
| 733  | 704  | 720  | 703  | 737  | 706  | 693  | 747  | 809  |

| 1962 | 1968 | 1975  | 1982  | 1990  | 1999  | 2006  | 2011  | 2016  |
| ---- | ---- | ----- | ----- | ----- | ----- | ----- | ----- | ----- |
| 759  | 843  | 1 214 | 1 403 | 2 210 | 2 324 | 2 362 | 2 504 | 2 887 |

| 2021  | 2022  | - | - | - | - | - | - | - |
| ----- | ----- | - | - | - | - | - | - | - |
| 3 657 | 3 713 | - | - | - | - | - | - | - |

Le village connait une importante croissance de sa population depuis 1975.

### Cultes
Isneauville appartient à la paroisse catholique Saint Pierre et Saint Paul de Bois-Guillaume Forêt Verte qui fait partie du doyenné Rouen-Nord de l'archidiocèse de Rouen.

## Économie

### Entreprises et commerces
La zone d'activité de la Plaine de la Ronce est partagée entre le communes de Bois-Guillaume, Isneauville, Saint-Martin-du-Vivier et Fontaine-sous-Préaux, quii accueille principalement des entreprises du secteur tertiaire.

## Culture locale et patrimoine

### Lieux et monuments
- L'église Saint-Germain[34]. 
Cette église aurait été donnée en 1161 à l'abbaye de Saint-Ouen par Hugues d'Amiens, archevêque de Rouen, pour subvenir aux besoins de l'infirmerie des religieux[20]. Elle est mentionnée dès le XIIe siècle. Quelques fenêtres aujourd'hui murées, rappellent qu'elle était jadis surmontée d'une tour-lanterne. 
L'édifice actuel conserve les marques des remaniements successifs : le chœur et la nef sont reconstruits au XVIe siècle ; la partie haute est élevée au siècle suivant sur la base de l'ancien clocher (XIIe ou XIVe siècle) par Jean-Baptiste Le Brument, les bas-côtés datent du XIXe siècle. En 1874 et en 1876, la nef devenue trop petite - surtout l'été quand les bourgeois rouennais viennent séjourner dans leurs maisons de plaisance - est doublée de deux imposants bas-côtés. Ces travaux d'agrandissement, menés par l'architecte Jacques-Eugène Barthélémy, entrainent l'édification d'une nouvelle façade[19]. Les belles fenêtres du chœur ont conservé quatre vitraux de 1553. Les peintures murales datent du XVIIe siècle[20].
- Manoir avec colombier, XVIIe siècle[35],[36].
- Maisons et fermes anciennes dont certaines datent de la seconde moitié du XVIIIe siècle[37].
- Monument aux morts, inauguré en 1921 et conçu sur les plans de l'architecte rouennais Avenelle, est orné d'une sculpture en fonte, le "Poilu victorieux", d'Eugène Bénet, qui figure au catalogue des fonderies Durenne (référence EE) et se trouve sur aux moins 8 autres monuments aux morts de l'ancienne région Haute-Normandie[38].

## Pour approfondir